# التاس دو ارویو هاندو
التاس دو ارویو هاندو (به لاتین: Altos de Arroyo Hondo) یک منطقهٔ مسکونی در جمهوری دومینیکن است که در دیستریتو ناسیونال واقع شده‌است.

## خصوصیات
التاس دو ارویو هاندو ۸۶٬۴۲۴ نفر جمعیت دارد.